# Ann Howard (Gastronomin)
Ann Grace Fellows Howard, geborene Ann Grace Fellows (* 12. Oktober 1924 in Dodge County, Georgia; † 16. Januar 2007 in Macon, Georgia), in vielen Veröffentlichungen auch Ann Johnson genannt, war eine amerikanische Klubbesitzerin aus Macon, Georgia. Sie förderte die junge Karriere Little Richards’, der ihr seinen Chart-Hit Miss Ann widmete.

## Leben
Ann Howard eröffnete 1951 in Macon zusammen mit ihrem Ehemann Johnny „Ann’s Tic Toc Club“. Das weiße Ehepaar legte Wert auf ein integriertes Publikum und hieß auch homosexuelle Gäste willkommen. Little Richard arbeitete zu Beginn der 1950er Jahre als Entertainer in der gesamten Region, musste aber nach dem Tod seines Vaters trotz erster Plattenaufnahmen für RCA Records und Peacock Records als Tellerwäscher hinzuverdienen. Howard engagierte den extrovertierten Sänger als Küchenhilfe und erlaubte allabendlich einen knapp einstündigen Auftritt mit Little Richards Live-Band  The Upsetters. Little Richard brachte bei diesen Auftritten auch seinen späteren Hit Tutti Frutti zu Gehör, der ihn 1955 zum Durchbruch bei Specialty Records verhalf und dessen Erfolg die Geschäftsbeziehung mit Howard beendete. Über eine tiefergehende, persönliche Beziehung zwischen Howard und Little Richard wurde im Umfeld der beiden spekuliert. 1957 widmete Little Richard der Klubbesitzerin seinen Song Miss Ann, der bis auf Platz 6 der R&B-Charts und Platz 56 der Popcharts vordringen konnte. 1975 musste Howard den Klub, in dem auch andere lokale Größen wie James Brown gastierten, aufgrund Krankheit schließen. Sie starb 2007. 2001 öffnete in den Räumen ihres ehemaligen Klubs unter dem Namen „Tic Toc Toom“ ein Restaurant.

## Abweichende Überlieferungen
Seit mindestens 1970 gibt es verschiedene von den Nachrufen abweichende Berichte: In einem Artikel der Pottsdown Mercury hieß die Besitzerin des Tic-Toc „Ann Johnson“. Langdon Winner nannte 1976 in einem vielzitierten Lexikoneintrag das Ehepaar ebenfalls „Johnson“. Der Nachname findet sich in vielen Publikationen zu Little Richard wieder, in denen mitunter davon die Rede ist, die Johnsons hätten Richard adoptiert und dessen Schulausbildung vorangetrieben. 1983 vertauschte Mike Clifford erstmals Johnnys Vornamen und identifizierte ihn als „Enotris Johnson“, den Ko-Autoren von Little Richards Songs Long Tall Sally und Jenny Jenny sowie des seiner Frau gewidmeten Titels Miss Ann.